# Hypoponera punctiventris
Hypoponera punctiventris är en myrart som först beskrevs av Carlo Emery 1901.  Hypoponera punctiventris ingår i släktet Hypoponera och familjen myror. Inga underarter finns listade i Catalogue of Life.